# غزو بولندا (1939)
غزو بولندا تعرف كذلك بـحملة سبتمبر (بالبولندية: Kampania wrześniowa) أو حملة بولندا (بالألمانية: Polenfeldzug)، هو هجوم مزدوج شنته القوات الألمانية والسوفيتية عام 1939 على الجمهورية البولندية، بدأ الهجوم الألماني في 1 سبتمبر 1939 وبدأ الهجوم السوفيتي في 17 سبتمبر، وقد تقاسم البلدان الأراضي البولندية طبقا للاتفاق الألماني السوفيتي المبرم بينهما قبل اسبوع من بدأ الحرب في 23 أغسطس 1939.
يشكل غزو بولندا بداية الحرب العالمية الثانية إذ سرعان ما أعلنت المملكة المتحدة الحرب على ألمانيا في 3 سبتمبر تبعتها في ذلك فرنسا.
في 29 سبتمبر تم التوصل إلى اتفاق ألماني روسي لترسيم الحدود الجديدة، وتقسيم بولندا (ثلث للروس، وثلثان للألمان) وانتهى اجتياح بولندا في 6 أكتوبر مخلفا خسائرا في صفوف الجيش البولندي بلغت نحو 66 ألف قتيل و 694 ألف أسير فيما أنسحبت القوات البحرية البولندية إلى المملكة المتحدة.

## الخلفية التاريخية
بعد أن سُجن أدولف هتلر بعد فشل انقلابه على حكومة بافاريا في نوفمبر 1923، قام بتأليف كتابه كفاحي، وكان مما بينه فيه ضرورة توسع الشعب الألماني، أولا باستعادة كل الأراضي التي يقطنها أخوتهم الألمان في دول أخرى، ثم التوسع نحو الشرق، أي على حساب الاتحاد السوفيتي.
قام هتلر بضم النمسا في مارس 1938، ثم منحته معاهدة ميونخ في سبتمبر 1938 إقليم السوديت في جمهورية تشيكوسلوفاكيا، ثم استولى على ما تبقى من جمهورية التشيك في مارس 1939، في حين تولى حكم سلوفاكيا نظام موالٍ للنازيين يرأسه جوزيف تيسو.
كانت بولندا في السابق مقسمة ما بين الإمبراطورية الروسية، والإمبراطورية الألمانية وبعد الحرب العالمية الأولى ظهرت دولة بولندا بأخذها أراضي من الإمبراطوريتين السابقتين منحتها لها معاهدة فرساي، وقد منحتها المعاهدة ممراً على بحر البلطيق سمي الممر البولندي، إضافة إلى مدينة دانزيغ ذات الغالبية الألمانية، التي يديرها مفوض من عصبة الأمم.
بعد وصول هتلر إلى السلطة عام 1933، بدأ رويداً رويداً تنفيذ مشروعه التوسعي حسب ما تمت الإشارة إليه، وباستيلائه على جمهورية التشيك في مارس عام 1939 صار الآن يفكر في الخطوة التالية، وهي التوسع على حساب بولندا، فبدأ بتصعيد الوضع بالمطالبة بضم الأراضي التي يقطنها الألمان، ولأنه انتهك معاهدة ميونخ، لم تعد حكومات بريطانيا وفرنسا تثقان به، فاتسع نطاق التوتر، ثم فوجئ الحلفاء الغربيون بتوقيع حكومة ألمانيا مع حكومة الاتحاد السوفيتي اتفاقية عدم اعتداء في 23 أغسطس 1939، لكن الحلفاء الغربيون لم يكونوا يعلمون بالبنود السرية في هذا الاتفاق والتي تتضمن تقسيم بولندا بين الدولتين في حال احتلالها.
ظلت الاتصالات الدبلوماسية تجري حتى بعد يومين من اندلاع الحرب في 1 سبتمبر 1939 محاولة الوصول على حل سلمي، ولم يكن هتلر جاداً في التوصل إلى هذا الحل إذ أنه كان يعد العدة لهذا الغزو.

## ميزان القوى

### ألمانيا

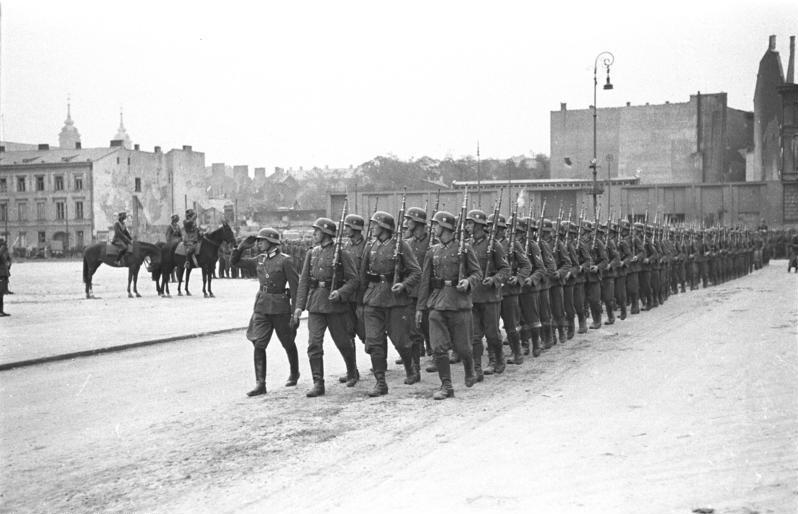
الجيش الألماني في العاصمة البولندية وارسو

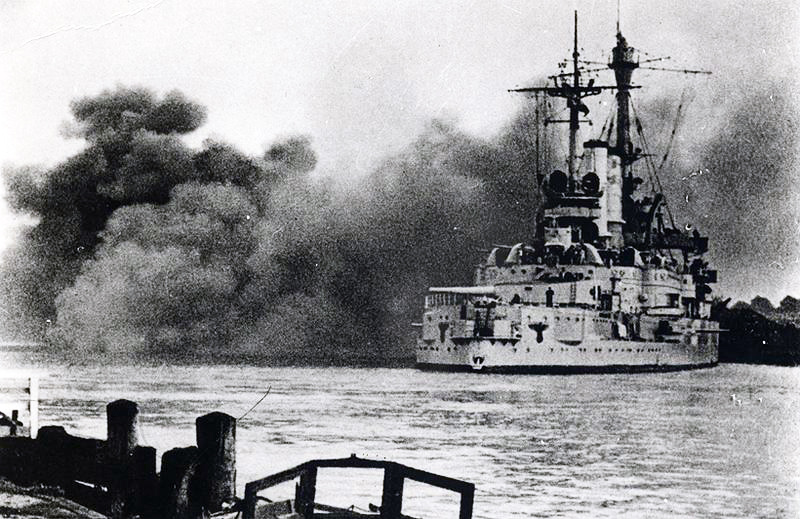
البارجة ألمانية شليسفيغ-هولشتاين تقصف ويستربلات

عندما بدأت ألمانيا هجومها على بولندا في 1 سبتمبر، كان لدى القيادة الألمانية 63 فرقة عسكرية منها 6 فرق بانزر، وقد انتظمت الوحدات الألمانية في مجموعتين:
- مجموعة الجيوش الشمالية: بقيادة فيدور فون بوك
  - الجيش الثالث
  - الجيش الرابع
  - الأسطول جوي بقيادة ألبرت كسلرنغ
- مجموعة الجيوش الجنوبية: بقيادة غيرد فون رونتشتيت
  - الجيش العاشر
  - الجيش الرابع عشر
  - الأسطول جوي بقيادة ألكسندر لوهر.

امتلكت القوات الألمانية حوالي 2,400 دبابة من طرازات بانزر-1 وبانزر-2 وبانزر-3 وبانزر-4 وبانزر 35 وبانزر 38.
قدر البريطانيون بعد الحرب أنه كان لألمانيا يوم 3 سبتمبر حوالي 4,161 طائرة، في حين يقول المؤلف الألماني كايوس بيكر أن ألمانيا كان لديها عند غزو بولندا 1929 طائرة منها 897 طائرة قاذفة، في حين كان للبولنديين حوالي 900 طائرة بينها 150 طائرة قاذفة.

### بولندا

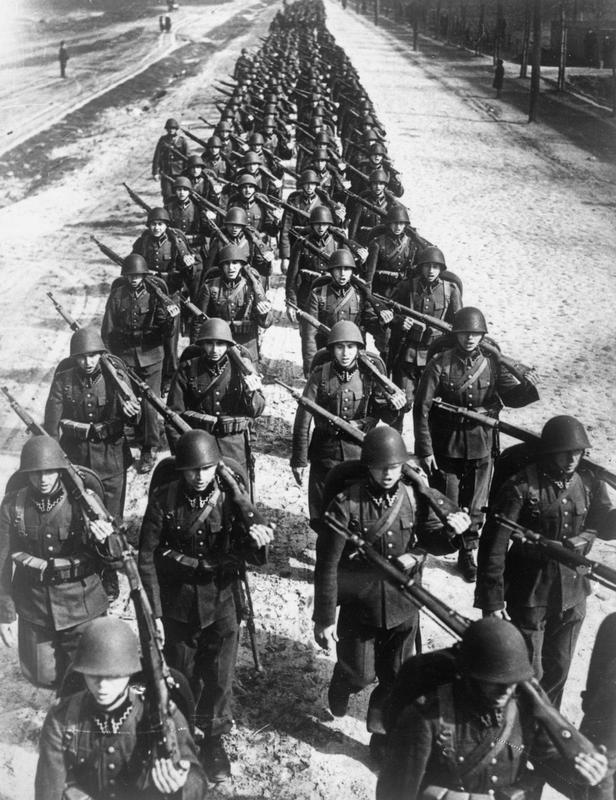
مشاة الجيش البولندي

كانت القوات البولندية بقيادة ريدز- سميغلي Rydz-Smigly، أما البولنديون فلم يعلنوا التعبئة العامة إلا في الساعة 11.00 من صباح يوم 31 أغسطس، ولذلك لم يكن لهم في اليوم الأول من الحملة سوى 17 فرقة مشاة مع بضعة ألوية أخرى في حين تكبدت القوات القادمة إلى الجبهة خسائر فادحة بعد ما أضحت وسائل النقل العامة ولاسيما القطارات هدفا لسلاح الجو الألماني، كان مقدرا أن تمتلك القوات المسلحة البولندية قرابة المليون جندي في 39 فرقة و 16 لواء، القوات الجوية البولندية ضمت حوالي 900 طائرة بينها 150 طائرة قاذفة.
البحرية البولندية ضمت أسطولا متواضعا تألف من عدة مدمرات وغواصات وعدة سفن اسناد صغيرة، وخلال الهجوم الألماني نجحت البحرية في مغادرة بولندا والذهاب إلى المملكة المتحدة حيث اشتركت في عمليات عسكرية ضد ألمانيا خلال سنوات الحرب.

## خطط الجانبين

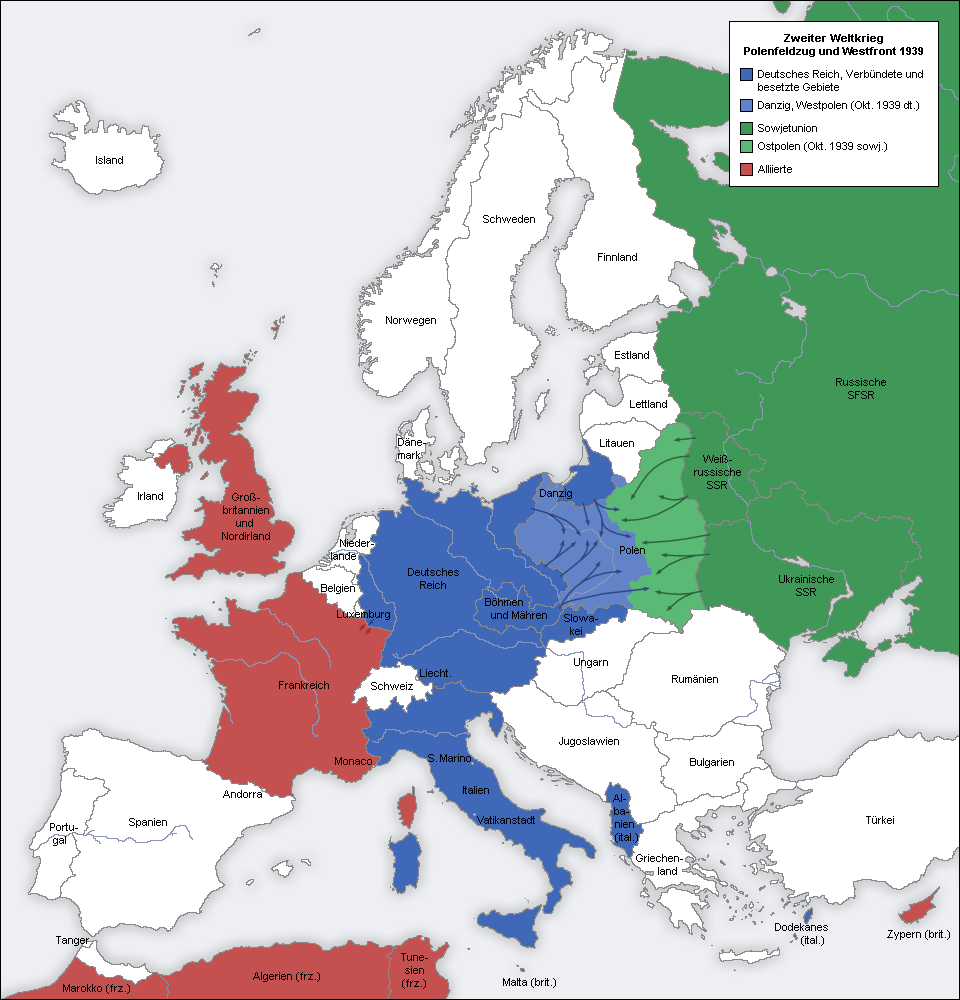
الهجوم الألماني السوفييتي

لم تكن الخطة العسكرية التي أعدها الألمان للغزو بالغة التعقيد، إذ أن موقع بولندا قبل الحرب العالمية الثانية يشكل نتوءاً داخل الأراضي الألمانية، مما يسهل الانقضاض عليها من الجانبين بطريقة «الكماشة». كما وافق نظام تيسو على دخول القوات الألمانية إلى سلوفاكيا لغرض مهاجمة بولندا.
لم يكن البولنديون ولا حلفاءهم على غفلة من خطورة الموقع البولندي، ولذلك اقترح ماكسيم ويغان، رئيس الأركان الفرنسي، بالانسحاب إلى مواقع أخرى داخل بولندا تقلص المسافة المطلوب الدفاع عنها على الحدود من 2000 كم إلى حوالي 670 كم. لكن البولنديون اعترضوا على هذه الخطة، إذ أنها تعني التخلي عن أقاليم صناعية وزراعية مهمة ملاصقة لألمانيا، ولا تستطيع بولندا الاستمرار في الحرب طويلاً بدونها.
كان البولنديون يعون أيضاً أنه سيمر وقت طويل قبل أن يساعدهم الحلفاء بشكل فعال، فقد قال القائد البولندي كوترزيبا Kutrzeba في أوائل عام 1938 أنه على البولنديين الاعتماد على قواتهم الذاتية لمدة تمتد من ستة إلى ثمانية أشهر حتى لو استجاب الفرنسيون بسرعة.

## بدء الهجوم

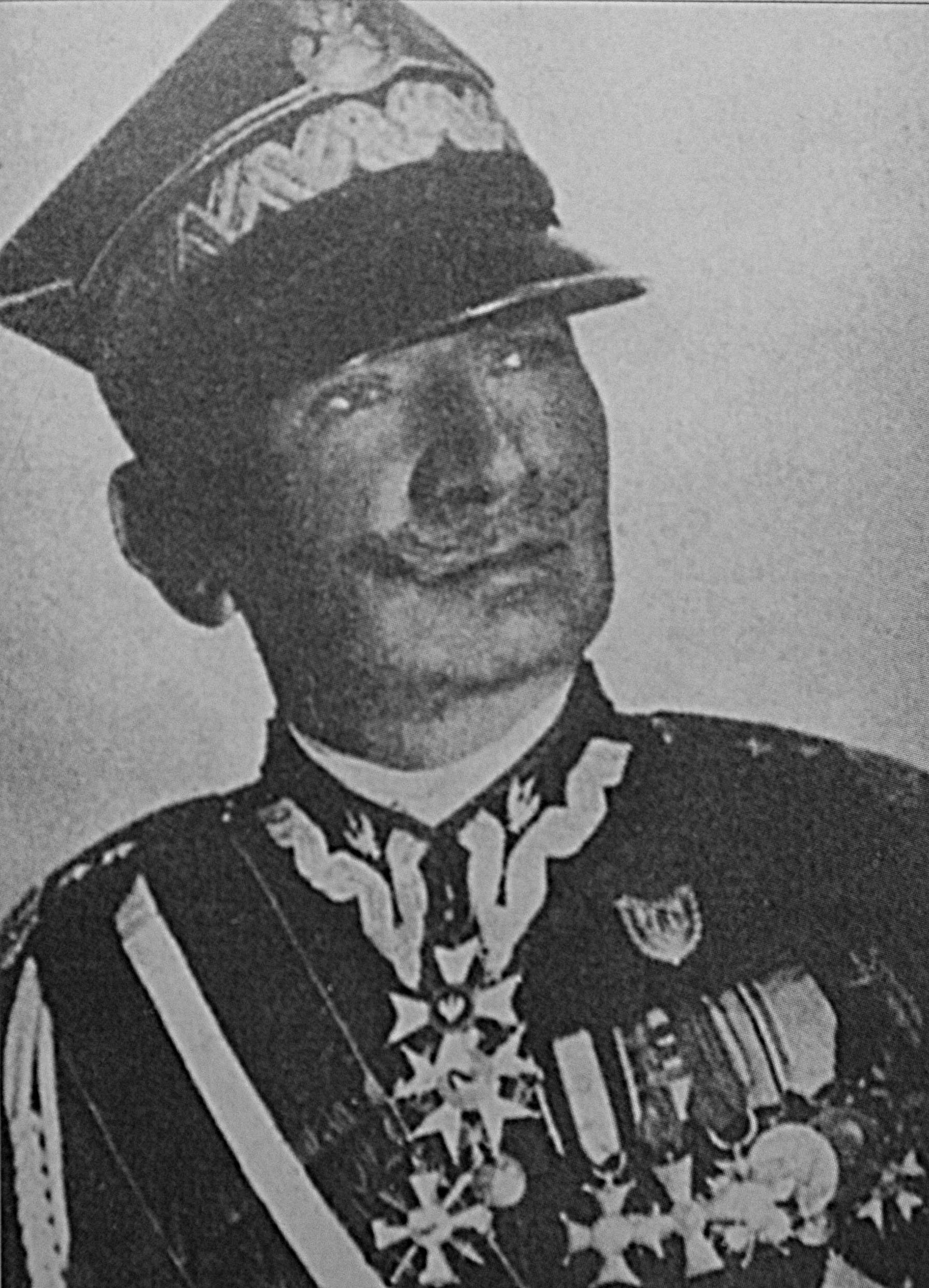
يوليوس رومل قائد البولنديين في وارسو

في الساعة 04.45 من فجر يوم 1 سبتمبر بدأ الهجوم الألماني رداً على هجوم (قيل أنه بولندي) على موقع ألماني في اليوم السابق، وقد شهد ضابط ألماني اسمه إيرفين فون لهاوزن Lahousen في محكمة نورنبيرغ بعد الحرب أن الهجوم دبره بعض القادة النازيين ليجد هتلر ذريعة للحرب. وقد نتج عن الضربة الجوية الأولى تدمير جزء كبير من سلاح الجو البولندي.
لم يستسلم البولنديون للتفوق الألماني ودافعوا بشجاعة عن بلدهم، ومن أبرز أبطالهم كان الطيار ستانيسلاف سكالسكي الذي أسقط حسب بعض المصادر 18 طائرة ألمانية.
في يوم 6 سبتمبر عبر الألمان نهر الفيستولا عند شيلمنو Chełmno، وفي 19 سبتمبر استسلم القائد البولندي بورتنوفسكي Bortnowski مع 170,000 جندي في قطاع كونتو Kunto.

## التحركات الدبلوماسية
بعد أن علمت الحكومة البريطانية بالهجوم الألماني أرسلت إنذاراً للحكومة الألمانية تطلب منها إيقاف الهجوم وسحب قواتها من بولندا، وإلاّ ستفي بالتزاماتها لبولندا.
في الساعة 12.00 من يوم 1 سبتمبر دعا الزعيم الإيطالي بينيتو موسوليني إلى مؤتمر حول الأزمة في يوم 5 سبتمبر، واشترط الحلفاء الغربيون إيقاف الهجوم الألماني، والانسحاب من بولندا، ولما لم يعر هتلر اهتماماً بإنذار البريطانيين، أو بعرض موسوليني، أعلنت بريطانيا، وفرنسا الحرب على ألمانيا يوم 3 سبتمبر.

## الغزو السوفيتي
كان الاتحاد السوفيتي مرتبطا مع بولندا باتفاقية عدم اعتداء وقعت عام 1932 وتنتهي عام 1945، لكن في 17 سبتمبر 1939، أعلن السوفيت للبولنديين أن الاتفاقية فقدت صلاحيتها لانتهاء وجود بولندا كدولة، وقاموا في نفس اليوم بغزو بولندا فكان الضربة القاضية للمقاومة فيها.

## نهاية المقاومة
في يوم 28 سبتمبر استسلمت القوات البولندية في مدينة مودلين Modlin، ثم استسلمت مدينة وارسو بعد أسبوعين من المقاومة وكانت قواتها تحت قيادة يوليوس رومل  Juliusz Rómmel.
آخر من استسلم كان الاميرال جوزيف أونرو Józef Unrug في شبه جزيرة هل Hel شمال بولندا.

## ما بعد الغزو

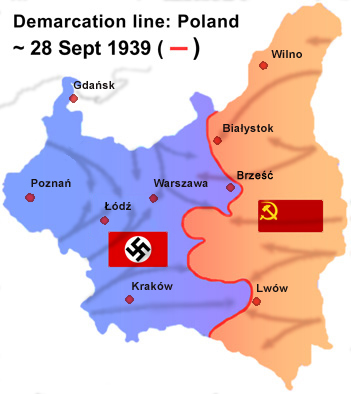
تقسيم بولندا بين الألمان والسوفييت

مات مئات الآلاف من البولنديين في القتال ضد الألمان، ومع ذلك فهذا لا يقارن بعدد من قتل في معسكرات الاعتقال النازية خلال أكثر من خمس سنوات من الاحتلال النازي، حيث قتل حوالي 4,863,000 بولندي. أما الألمان فقد خسروا خلال هذه الحملة وفقاً لهتلر 10,572 قتيل.
من الناحية السياسية فقد كان الغزو كارثة على بولندا إذ اختفت من خريطة أوروبا وتم تقسيم أراضيها ما بين روسيا وليتوانيا (في الاتحاد السوفيتي) وألمانيا. بالنسبة للجزء الذي احتلته ألمانيا فقد استعاده البولنديون في نهاية الحرب، أما الجزء الذي احتله السوفيت فلم يستعيدوه أبداً لأن الاتحاد السوفييتي لم ينهزم في قبل الحلفاء، وأخذ البولنديون في مقابل ذلك أجزاء من ألمانيا.
.